# 金輪五郎
金輪 五郎（かなわ ごろう、1833年（天保4年）- 1870年1月30日（明治2年12月29日））は、出羽国出身の幕末の武士。本名は志渡長治友行。
久保田藩の家老渋江厚光に奉公し、脱藩して薩摩藩による江戸市中の攪乱活動に参加後、鳥羽・伏見の戦いでは薩摩藩とともに参戦。さらに相楽総三の赤報隊に参加する。赤報隊の難を逃れた後は、秋田に帰郷し秋田戦争では澤為量の従者となり、深浦で庄内藩の新式銃200丁を積んだ船を鹵獲し、南部藩との戦いでマタギ隊の隊長を務める。戊辰戦争終結後に大村益次郎暗殺に参加し、その容疑で敦賀で捕らえられ、1870年1月（明治2年12月）に京都で処刑された（数え年37歳）。

## 人物
1833年、阿仁合銀山（現在の北秋田市阿仁銀山字上新町）に下級役人の銅山手代、第7代志渡孝左衛門（平四郎）の次男として生まれる。
10代後半の青年期に久保田藩の城下に出る。わずかな期間国安弁吉に奉公した後、道場を有して武芸者に門戸を開いていた久保田藩重臣の渋江内膳の元に、剣術を磨こうと奉公換えを行う。最初は下男として下働きをしていたが、才があったか頭角を現し、渋江内膳の家臣格まで進む。1861年遊説の折に渋江道場に立ち寄った尊皇攘夷派志士、相楽総三と意気投合し1863年（文久3年）に脱藩して志士活動に入った。
赤城山の桃井可堂の元に集結した金輪だったが、赤城山挙兵は計画倒れとなった。金輪は相楽とともに天狗党の乱に参加するものの、水戸藩尊攘派との意見の相違からそこを離れ、各地を回り遊説活動を行っていた。相楽は伊牟田尚平の進言で江戸や関東攪乱活動を任され、薩摩藩邸で薩邸浪士隊を結成し、金輪もこれに参加した。薩摩藩が関与する擾乱事件の続発に対し、幕府は慶應3年12月25日（1868年1月18日）に江戸薩摩藩邸の焼討事件を起こした。薩邸浪士隊は敗退し、金輪は京都へ向かい逃走した。
金輪は京都に着いた後に相楽総三と合流し、相楽は翌慶應4年正月8日（1868年2月1日）に御陵衛士派や水口藩士とともに、西郷隆盛と岩倉具視らの斡旋により、赤報隊を結成する。
鳥羽・伏見の戦いでは薩摩藩とともに活躍し、勲功を立てて太政官から謝状と烏帽子直垂を与えられた。
しかし、旧暦2月に入って赤報隊一番隊は偽官軍の汚名を受け3月3日に相楽総三ら幹部が処刑された。金輪はその当時京都の上層部との連絡役であったために難を逃れた。一番隊の処分を命じたのが岩倉具視であると思い、飯田武郷や科野東一郎、落合直亮、権田直助らと共に岩倉暗殺を計画する。その計画が岩倉の耳に入り、科野東一郎及び落合直亮に出頭命令が来て、二人は差し違えるつもりで出頭したが、岩倉の説得に殺意をなくし、計画は立ち消えとなった。
秋田戦争のため秋田に帰郷した金輪は奥羽鎮撫隊副総監の澤為量の従者となる。深浦には7月10日に弘前藩を説得するための新式銃200丁を積んだ庄内藩の船が来航していたが、鎮撫隊や久保田藩の藩兵と一緒に襲い、船と銃を鹵獲した。8月9日には久保田藩家老須田政三郎に従い、十二所の戦いに参加する。優勢な南部藩に対して金輪は敗走の際に殿軍をつとめた。板沢の戦いで戦果を上げ、その後故郷の阿仁マタギを知っているためか、マタギ鉄砲隊を指揮する。花輪の指揮は的確でマタギ隊に「馬に乗った者と陣羽織を着た者を狙え」と指示し、混乱した部隊に対して突撃した。
秋田戦争終結後の論功報償に際して、草莽の志士には大した褒美はなかった。また、新政府の政策が開国に向かっていたため草莽の志士は完全に裏切られた形となり、金輪らには不満が高まっていた。金輪は11月に奥羽鎮撫隊の一員として東京に凱旋したが、一度郷里秋田に戻った後に京都に旅立つ。
京都で越後長岡藩居之隊の幹部であった五十嵐伊織と親しい仲となる。五十嵐に「団伸二郎から大村益次郎暗殺の謀議の誘いが来た」との話を聞かされ、参加する。明治2年9月4日（1869年10月8日）、元長州藩士の団伸二郎に率いられた金輪ら8人が長州藩の常宿であった木屋町の宿水亭に滞在中の大村を襲撃して重傷を負わせ、これが原因となって大村は11月5日（1869年12月7日）に死亡した。司馬遼太郎の小説『花神』では、最も深手の右足の傷口が大村の死因となるが、この深手を負わせた犯人は、叫びをあげて東窓から磧（かわら）へとびおりてしまうが、この下手人は金輪らしかったと記述している。
大村暗殺の首謀者達は、各地に別れたが、金輪ら4名は越前の敦賀にいるところを見つかり捕縛された。薩長の対立で刑の確定や刑の執行に時間が掛かり、最終的に明治2年12月29日（1870年1月30日）京都粟田口刑場で処刑された。

## 墓地
秋田市八橋本町の全良寺に建立されていた。墓地改修による無縁墓地処分がなされたことから、2016年に血縁者の手により志渡家菩提寺の専念寺（北秋田市）に改めて墓碑が建立され、5月13日に除幕された。